# Trophée des champions 1998
Navigation
Béziers 1997 Amiens 1999
L'édition 1998 du Trophée des champions est la 22e édition du Trophée des champions. Le match oppose le Racing Club de Lens, champion de France 1997-1998 au Paris Saint-Germain Football Club, vainqueur de la Coupe de France 1997-1998 en battant en finale ces mêmes Lensois.
Le match arbitré par Gilles Chéron se déroule le 30 juillet 1998 au Stade de la Vallée du Cher à Tours devant 10 365 spectateurs. Les Parisiens s'imposent sur le score de 1 à 0 grâce à un but de Yann Lachuer à la cinquante-quatrième minute, s'adjugeant ainsi leur deuxième Trophée des champions.

## Feuille de match
Les règles du match sont les suivantes : la durée de la rencontre est de 90 minutes. S'il y a toujours match nul, une séance de tirs au but est réalisée. Trois remplacements sont autorisés pour chaque équipe.
| Titulaires : |  |
| |  |
| 16 Dominique Casagrande · 17 Jimmy Algerino · 4 Christian Wörns · 5 Alain Goma · 21 Didier Domi · 6 Bruno Carotti · 8 Yann Lachuer · 23 Pierre Ducrocq · 9 Marco Simone · 18 Nicolas Ouédec 81e · 11 Patrice Loko · |  |
| Remplaçants : |  |
| 19 Jérôme Leroy 81e · |  |
| Entraîneur : |  |
| Alain Giresse |  |

| Titulaires : |  |
| |  |
| 1 Guillaume Warmuz · 2 Éric Sikora · 13 Frédéric Déhu · 22 Xavier Méride · 3 Yoann Lachor · 9 Alex Nyarko · 7 Mickaël Debève 74e · 8 Stéphane Dalmat · 19 Vladimír Šmicer · 21 Pascal Nouma · 11 Tony Vairelles · |  |
| Remplaçants : |  |
| 18 Philippe Brunel 74e · |  |
| Entraîneur : |  |
| Daniel Leclercq |  |

| Titulaires : |  |
| |  |
| 16 Dominique Casagrande · 17 Jimmy Algerino · 4 Christian Wörns · 5 Alain Goma · 21 Didier Domi · 6 Bruno Carotti · 8 Yann Lachuer · 23 Pierre Ducrocq · 9 Marco Simone · 18 Nicolas Ouédec 81e · 11 Patrice Loko · |  |
| Remplaçants : |  |
| 19 Jérôme Leroy 81e · |  |
| Entraîneur : |  |
| Alain Giresse |  |

| Titulaires : |  |
| |  |
| 1 Guillaume Warmuz · 2 Éric Sikora · 13 Frédéric Déhu · 22 Xavier Méride · 3 Yoann Lachor · 9 Alex Nyarko · 7 Mickaël Debève 74e · 8 Stéphane Dalmat · 19 Vladimír Šmicer · 21 Pascal Nouma · 11 Tony Vairelles · |  |
| Remplaçants : |  |
| 18 Philippe Brunel 74e · |  |
| Entraîneur : |  |
| Daniel Leclercq |  |

| Officiels - Arbitres assistants : - Richard Delorme - Attilio Ugolini - 4e arbitre : Gilles Chéron |